# Santiago García-Baquero y Ocio

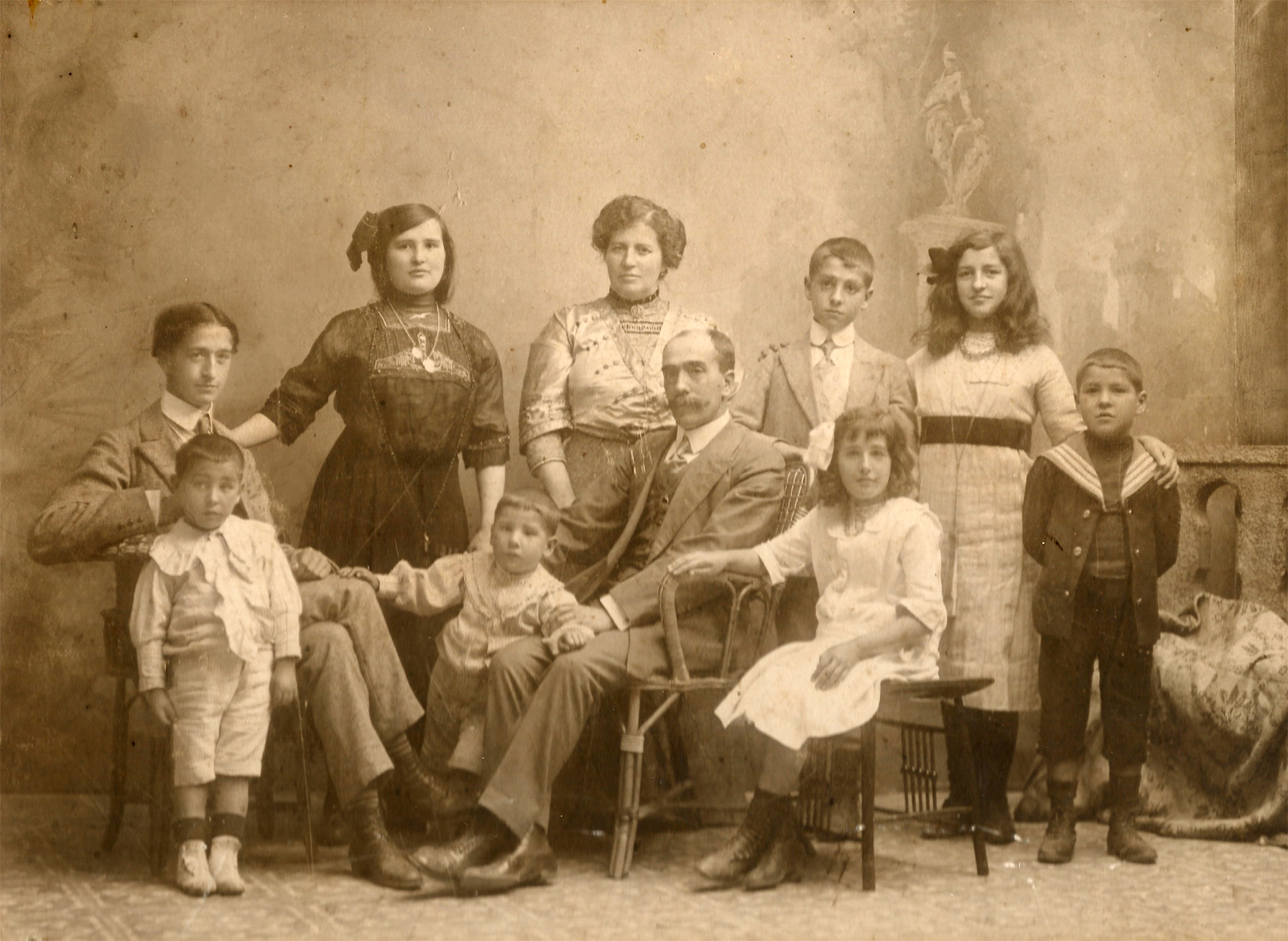
Santiago García-Baquero y Ocio fotografiado con su mujer y sus hijos a principios del.

Santiago García-Baquero y Ocio (1870-Logroño, 1934) fue un empresario del sector eléctrico y político español. Nació en 1870 en el seno de una familia de terratenientes riojanos, propietarios de grandes extensiones de tierra en la Rioja Alta, principalmente en el término municipal de Zarratón.

## Biografía
Santiago nació en el seno de una familia de terratenientes agrícolas de la Rioja Alta, su padre Félix Fausto era un juez de primera instancia descendiente de una casa hidalga de Anguiano y Huércanos, mientras que su madre Josefa Ocio era hija de terratenientes de Zarratón.
En 1888 se encontraba en Valladolid, integrando junto con otros jóvenes recién licenciados, un Círculo literario y artístico llamado El "Pisto Club", del que era presidente honorario el escritor vallisoletano José Zorrilla. Según Angel Guerra, en un artículo publicado el 26 de enero de 1933 en El Norte de Castilla, "Santiago García Baquero, [era] nuestro pianista «virtuoso» o poco menos, fanático de Beethoven, hoy muy respetable senador por Logroño".
Se casó en Huércanos con su prima carnal, Doña Faustina García-Baquero unificando así gran parte de la hacienda familiar, y fijando su residencia en entre Huércanos y Zarratón.
Sus intereses empresariales le llevaron a fundar en 1900 la compañía eléctrica «Electra Pilar de Anguiano», siendo la primera compañía que suministraba electricidad mediante el aprovechamiento de aguas de la provincia. Unos años antes, en 1890 Haro y Logroño habían instalado redes de alumbrado eléctrico mediante la instalación de dinamos. En 1899 la Diputación Provincial de Logroño le concedió los permisos para construir un «canal de compuertas» para abastecer del caudal suficiente a una "fábrica de luz" que se iba a construir sobre un antiguo molino harinero. Esta "fábrica de luz" se inauguró en 1901, y sería una pequeña central hidroeléctrica, que consiguió dotar de suministro eléctrico a 11 municipios riojanos algunos a una distancia de 21 kilómetros, siendo la mayor red eléctrica de la provincia de Logroño. Esta red comprendía: Anguiano, Baños de Río Tobía,  Arenzana de Abajo, Alesón, Huércanos, Uruñuela, Cárdenas, Alesanco, Pedroso, Azofra y Homilla. La compañía acabaría en manos de Saltos Eléctricos del Najerilla a mediados del siglo XX.
En el ámbito político, debido al gran capital y el prestigio que acumuló gracias a sus diversas inversiones y posesiones, le fue posible presentarse a diputado provincial a la Diputación de Logroño por el distrito de Nájera-Torrecilla, ganando en dos legislaturas, entre 1905 y 1909, y entre 1909 y 1913. Su actividad como diputado, le permitió presentarse a senador del Reino en las Cortes de la Restauración, para lo cual era necesario haber sido diputado provincial electo por sufragio. Fue uno de los tres senadores electivos que le correspondían a la provincia de Logroño según la Constitución de 1876 en cuatro legislaturas: Legislatura XXXVII, XXXVIII, XL y XLI, hasta el golpe de Estado de Primo de Rivera en 1923. El sistema caciquil de la restauración hizo que fuese elegido por amplia mayoría en todas las ocasiones, ya que era elegido por los alcaldes y diputados provinciales de la provincia riojana.
Como senador tuvo gran actividad parlamentaria en los aspectos agrarios y vitivinícolas, principalmente para facilitar la exportación de vinos de Rioja a otros países, en especial a Francia.
Falleció en Logroño en 1934, y fue enterrado en el panteón familiar de Zarratón, de donde era originaria su familia materna.